# Förvaltningen av Sjöärendena
Förvaltningen av Sjöärendena var en svensk förvaltningsmyndighet som utgjorde överstyrelse för flottan. Myndighetens uppgift var att leda den marina verksamheten i tekniskt och ekonomiskt hänseende.
Förvaltningen av Sjöärendena bildades 1803 och övertog då uppgifter från Kommitterade till förvaltningen av örlogsflottans ärenden respektive Kommitterade till förvaltningen av arméns flottas ärenden. Verksamheten bedrevs i hus nummer 11 på Riddarholmen i Stockholm, där Amiralitetskollegium tidigare inrymdes. 
I samband med att Storamiralsämbetet inrättades 1827, blev Förvaltningen av Sjörärendena en avdelning (andra avdelningen) inom det nya ämbetsverket. 1841 blev Förvaltningen av Sjöärendena återigen en självständig myndighet och förblev det till 1877, då den lades ner. Från 1840, då Sjöförsvarsdepartementet bildades, var Förvaltningen endast överstyrelse för flottan i ekonomiskt hänseende.
1878 bildades Marinförvaltningen som blev efterträdare till Förvaltningen av Sjöärendena.